# Cosimo de' Medici de Oude
Cosimo de' Medici de Oude (Florence, 27 september 1389 - Careggi (Florence), 1 augustus 1464) was een zoon van bankier Giovanni di Bicci en een telg uit het roemruchte geslacht de' Medici. Hij was de eerste van zijn familie die de facto over Florence zou heersen als Heer van Florence.

## Biografie

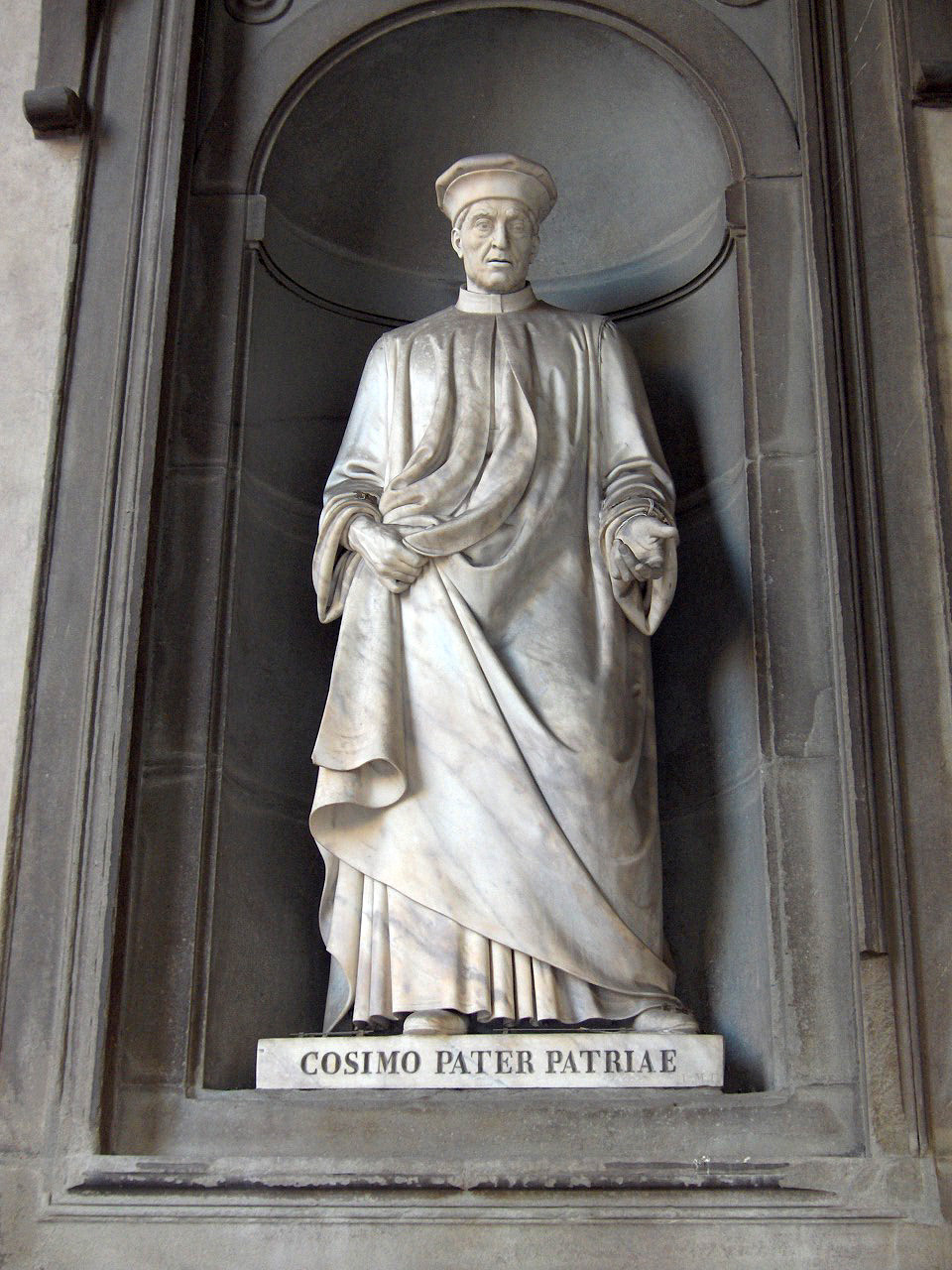
Cosimo Pater Patriae
standbeeld in de Uffizi, Florence

### Jeugd
Cosimo de' Medici werd geboren in Florence op 10 april 1389 als zoon van Giovanni di Bicci en Piccarda de' Bueri. Hij had een tweelingbroer Damiano, die echter kort na de geboorte overleed. De tweeling was vernoemd naar het heiligenpaar Cosmas en Damianus. Cosimo had nog een broer, Lorenzo de Oude, die zes jaar na Cosimo geboren werd.
Na de dood van zijn vader erfde hij niet alleen diens fortuin, maar ook diens inzicht in zaken. Giovanni had zichzelf opgewerkt van een werknemer van een bank van een familielid, Vieri di Cambio, tot de eigenaar van zijn eigen bank in 1397. Cosimo kreeg de bank van zijn vader in 1420 en heeft deze verder uitgebouwd door onder meer kantoren te openen verspreid over West-Europa, zoals in Londen, Pisa, Avignon, Brugge, Milaan en Lübeck. De bank stond vooral bekend om haar zaken met de Katholieke Kerk. Zij is zelfs voor een tijdje hoofdbank van alle pauselijke financiën geweest, wat zorgde voor een ongelooflijke macht voor de familie.

### Florentijnse politiek
Cosimo had zeer veel interesse in politiek en gebruikte zijn rijkdom om de gezagshouders in de stad om te kopen. Hoewel zijn macht groot was, liet hij die zelden in het openbaar voelen. Slechts tweemaal bekleedde hij voor korte tijd het officiële ambt van gonfaloniere. Hij functioneerde vooral als raadgever en wist zijn medestanders in de regering te laten benoemen. In 1433 werd Cosimo gezien als een bedreiging door anti-Medicifiguren zoals Palla Strozzi en de familie Albizzi, onder leiding van Rinaldo degli Albizzi. Hij werd beschuldigd van het mislukken van de verovering van Lucca en werd opgesloten in het Palazzo Vecchio. Hij kreeg het uiteindelijk voor elkaar dat de gevangenisstraf werd omgezet in een verbanning. Hij nam de bank mee naar steden als Padua en Venetië en vestigde hem in die laatste stad. Door zijn invloed en rijkdom zijn veel mensen hem gevolgd zoals zijn broer Lorenzo en de architect Michelozzo. Voor Florence was deze kapitaalvlucht helemaal niet wenselijk en in 1434, amper 1 jaar na het begin van zijn verbanning, kon Cosimo terugkeren en de leiding van de republiek Florence in handen nemen.
Op buitenlands vlak streefde Cosimo naar een machtsevenwicht tussen Florence, Milaan en Venetië en trachtte buitenlandse, in het bijzonder Franse, invloeden tegen te gaan.

### Familie en overlijden
In 1415 trouwde Cosimo met Contessina de' Bardi. Het huwelijk was geregeld door de vader van Cosimo met als doel de relaties met de oude adellijke familie Bardi aan te halen. Ook zij waren een bankiersfamilie maar waren verarmd geraakt. Het koppel kreeg twee zoons: Piero de' Medici en Giovanni de' Medici. Zijn beoogde opvolger en jongste zoon Giovanni overleed een jaar voor Cosimo zelf. Na Cosimo's dood in 1464 werd hem de titel "Pater Patriae (Vader des Vaderlands)" verleend. Zijn overlevende zoon Piero volgde hem op als hoofd van de dynastie.

## Kunst en cultuur
Cosimo ging zeer genereus om met zijn enorme fortuin en gaf enorme bedragen uit aan de verfraaiing van de stad, allerlei goede doelen en aan de bevordering van kunst en cultuur, waaronder de bouw van een aantal bibliotheken. Zo was hij de mecenas van het San Marco klooster in Florence. Dit optreden bezorgde hem grote populariteit. Bekende kunstenaars die hij begunstigde waren onder andere Fra Angelico, Fra Filippo Lippi, Donatello, Ghiberti en Filippo Brunelleschi.
In 1444 gaf hij Michelozzo de opdracht om een paleis voor de familie te bouwen, het zogenaamde Palazzo Medici-Riccardi. Ook ondersteunde hij Brunelleschi financieel om de koepel te bouwen van de Duomo.

## Cosimo de' Medici in fictie
In de televisieserie The Medicis wordt Cosimo vertolkt door Richard Madden. Hij is de protagonist van de serie.
In de roman De Medici van Matteo Strukul komt het leven van Cosimo de' Medici uitvoerig aan bod.